# 조안 리

조안 리(Joanne Lee) 또는 한국명 이영자(李英子, 1945년 3월 8일 ~ 2022년 9월 16일)는 대한민국의 사업가로서 '대한민국의 1세대 여성 사업가'라고 불렸다.
서강대학교 철학과에 입학하면서 당시 초대 학장이었던 아일랜드계 미국인 가문 출신 케네스 킬로렌(Kenneth E. Killoren, 한국명 길로연) 예수회 신부를 만나 26세의 나이차를 극복하고 로마 교황청으로부터 허락을 얻어내 결혼하였고 두 딸을 두었다.
세계 최대 PR기업인 버슨미스텔러 한국지사 사장, 전문직 여성들의 국제봉사단체 존타(ZONTA)의 한국 여성 최초 아시아 지역 총재 등을 거쳤다. 1999년부터 수년간 탈북자들의 국제법상 난민 지위 획득을 위해 탈북난민보호 유엔청원 운동본부에서 대외창구 역할을 하였다. 2006년부터는 국제 백신 연구소(IVI) 고문과 한국후원회 부회장으로 제3국 어린이를 ‘근본적’으로 돕는 일에 매진하였다. ㈔여성문화네트워크가 발족한 ‘윈 문화포럼(Women & Culture In Network)’ 공동 대표를 맡아 활동하였다.
조안리가 설립한 <스타커뮤니케이션>은 다양한 국제 네트워킹을 통해 국제 비즈니스상의 난제를 해결하고 고급 인력을 공급하는 일을 하였는데, 서울에서 개최된 1988년 하계 올림픽을 전 세계에 홍보하고, 북아일랜드에 한국 공장을 진출시켰으며, 전투기를 파는 등의 역할을 하였다.

## 경력
- 1971~1973 미국 LA주정부 민원 담당
- 1973~1977 조선호텔 PR매니저
- 1977 스타커뮤니케이션 대표이사사장
- 1989~1994 한국버슨마스텔라 초대 지사장
- 1993~1997 북아일랜드 산업개발청 고문
- 1997~ 휴먼 인터페이스 회장
- 1998~ NWP Inc 이사
- 1999~ 한양대학교 겸임교수
- 1999~ 서강대학교 산학협동 교수
- 2001.05~ 한국최고경영자(CEO)포럼 회원
- 2003~ 여성신문 이사장, 스타커뮤니케이션 회장

## 저서
- 《스물셋의 사랑 마흔아홉의 성공1》. 문예당. 1994년. ISBN 8000051311
- 《스물셋의 사랑 마흔아홉의 성공2》. 문예당. 1994년. ISBN 8000013037
- 《사랑과 성공은 기다리지 않는다》. 문예당. 1995년. ISBN 8985975218
- 《내일은 오늘과 달라야 한다》. 문예당. 1997년. ISBN 8985975331
- 《조안리의 고마운 아침》. 문예당. 2001년. ISBN 8985975854